# Rättviks GK
Rättviks GK är en golfklubb i Dalarna. Klubben var först i Sverige med en kvinnlig ordförande, Britt Arpi, som ledde klubben mellan 1954 och 1959. Klubben har en golfby med 15 lägenheter som stod klar 1981.

## Klubben och banan
Klubben bildades 14 januari 1954, upptogs i Svenska Riksidrottsförbundet 1954 och är medlem i Svenska Golfförbundet sedan april 1955. De första nio hålen var de 44:e som byggdes i Sverige och de invigdes 27 maj 1959 av Prins Bertil. 18-hålsbanan invigdes 1979 av operasångaren Rolf Björling.
I början av 1990-talet anlades grästees på banans alla 18 hål.